# ロビン・レフラー
ロビン・レフラー（Robin Lefler）少尉は、アメリカのSFテレビドラマ『新スタートレック』に登場する架空のキャラクター。アシュレイ・ジャッドが演じる。
日本語版の声優は第102話『謎のタマリアン星人』では一城みゆ希、第106話『エイリアン・ゲーム』では川村万梨阿。

## 概要
両親ともにプラズマの専門家として宇宙艦隊に勤めていた。そのため、彼女が子供の頃、家族は転任を繰り返していた。
USSエンタープライズDでは、ジョーディ・ラ＝フォージ少佐の部下として機関室で働いていた。その時にウェスリー・クラッシャーと親しくなる。
第106話『エイリアン・ゲーム』ではウェスリーと協力し、エンタープライズのクルーをマインド・コントロールしようとした異星人の企てを阻止することに成功する。

## ロビンの法則
ロビン・レフラーは全102条からなる「ロビンの法則」を、ことあるごとに自ら引用する。ウェスリーが103番目の法則を付け足した。
『新スタートレック』本編で確認出来るのは以下の6条である。
- 法則 1「頼れるものは自分だけ」
- 法則 17「最後は自分を頼ること」
- 法則 36「結果がすべてである」
- 法則 46「人生は常に不公平」
- 法則 91「背中に気をつけろ」
- 法則 103「何万光年の距離も心は隔てられない」

なお、小説版『Star Trek: New Frontier』（後述）では、さらにいくつかの法則が付け足されている。

## その後
ピーター・デイヴィッドによる小説版『Star Trek: New Frontier』シリーズで、U.S.S.エクスカリバーの航海士官としてブリッジ勤務。途中からThallonian帝国大使との連絡士官も兼ねる。階級は、著者の勘違いから当初は大尉とされていたが、その後、中尉に修正された。
同小説によると、ロビンの母は「Morgan Primus」という名の不死身の女性である。
また、ファン創作映画『Star Trek: Hidden Frontier』にもレギュラーとして登場している。